# バレンシア工科大学

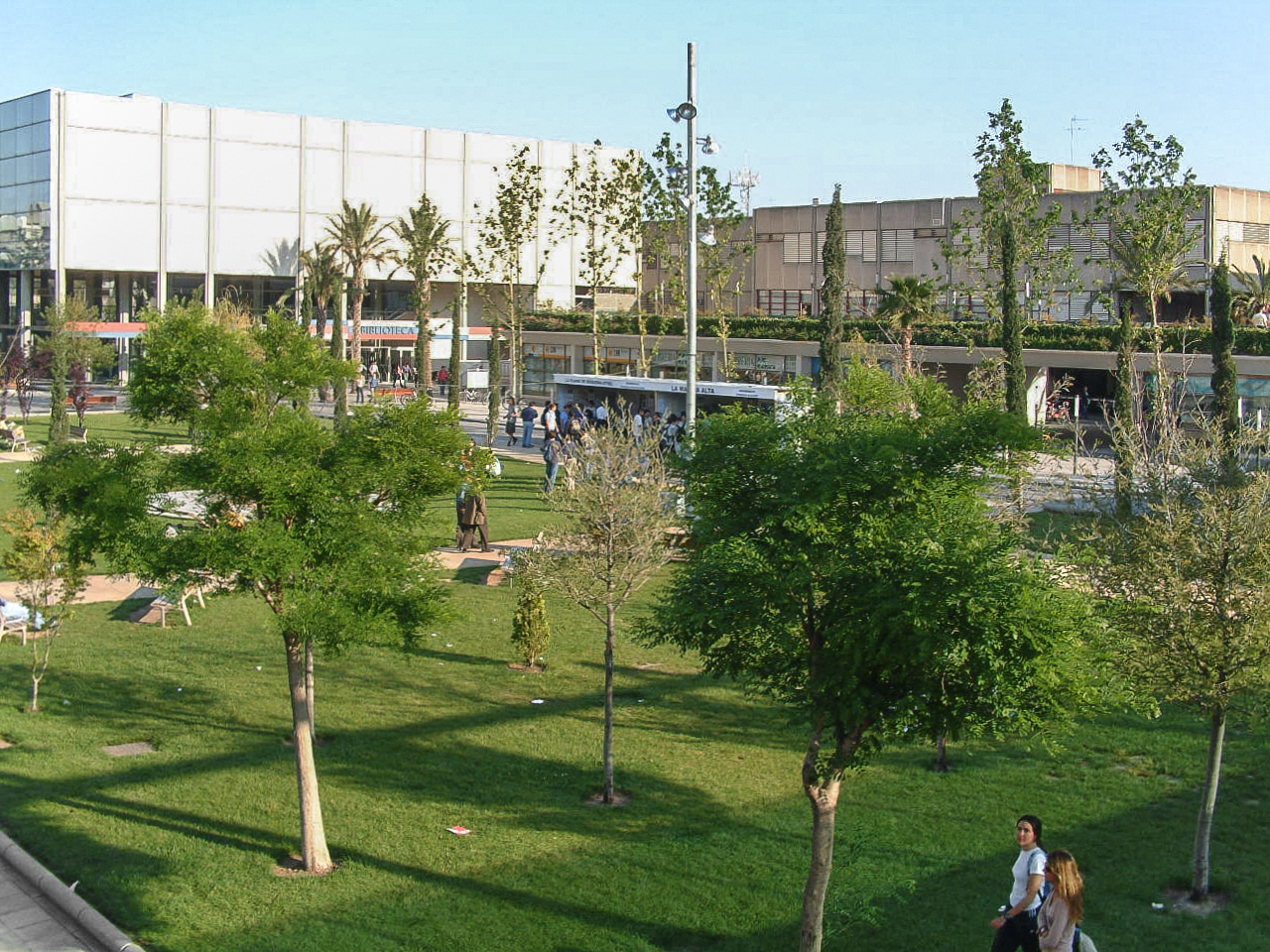
キャンパスにある緑地

バレンシア工科大学（バレンシア語 : Universitat Politècnica de València: IPA: [univeɾsiˈtat poliˈtɛŋnika ðe vaˈlensia], スペイン語: Universidad Politécnica de Valencia）は、スペイン・バレンシア州バレンシア県バレンシアに本部を置く公立大学。科学技術に焦点を当てている。1968年にバレンシア高等工科学校として設立され、1971年に大学に昇格してバレンシア工科大学となった。略称はUPV。カタルーニャ語・バレンシア語で教育を行うビベス大学ネットワークに加盟している。スペインの大学評価指標U-Rankingで第1位（2024年）。

## 特徴
バレンシア工科大学のキャンパスはバレンシア州バレンシア県バレンシア、バレンシア県ガンディア、アリカンテ県アルコイの３カ所にある。本部のバレンシア・ベラキャンパスには、芸術学部、建築学部、経営学部、情報学部、農業工学環境学部、航空宇宙工学・工業デザイン学部、建築工学部、測量工学部、土木工学部、産業工学部、電気通信工学部、博士課程学校がある。ガンディアキャンパスにはガンディア高等工科学校、アルコイキャンパスにはアルコイ高等工科学校がそれぞれ設置されている。43の学士学位、84の修士学位、31の博士学位を授与している。

## 出身者
バレンシア語学者のエンリーク・ヴァロール・イ・ヴィーヴェス、映画監督のルイス・ガルシア・ベルランガなどはバレンシア工科大学の名誉博士号を授与されている。
- サンティアゴ・カラトラバ(1951-) : 建築家。
- アルフォンソ・ゴンサレス＝カレーロ(1958-) : 美術評論家。
- アルベルト・ファブラ(1964-) : 政治家。バレンシア州議会議長。
- ビクトリア・フランセス（英語版）(1982-) : イラストレーター。